# NGC 6044
NGC 6044是在星座武仙座的一個透鏡星系，距離地球約4.65億光年。它是天文學家路易斯·斯威夫特在1886年6月27日發現的。1888年6月8日，天文學家紀堯姆·比古爾當重新發現了它。NGC 6044是武仙座星系團的成員。

## 外部連結
- WikiSky上关于NGC 6044的内容：DSS2, SDSS, GALEX, IRAS, 氢α, X射线, 天文照片, 天图, 文章和图片